# Шуцкори
Шуцкори (њем. Schutzkorps — заштитне чете, заштитни војни одреди, нерегуларна милиција) (једнина шуцкор), (рјеђе шушкори), је назив за припадника аустроугарских заштитних војних одреда.
У српском језику овај германизам се везује за припаднике аустроугарских војних чета, војне милиције, војних одреда, специјалних јединица жандармерије у аустроугарској провинцији Босни и Херцеговини, који су били активни на подручју ове аустроугарске провинције од 1908. до 1918. године, и на подручју Краљевине Србије у периоду 1914—1918. године, односно током Првог свјетског рата. Ови одреди су најчешће били састављени од Муслимана и Хрвата, а били су познати по многобројним ратним злочинима почињеним над Србима. Поред злочина, приписује им се и етничко чишћење српског становништва на подручју аустроугарске провинције БиХ. Етничко чишћење Срба се посебно веже за просторе Херцеговине и Подриња.

## Шуцкор као институција и званична политика Аустроугарске
Власт је образовала Шуцкор од неваљалих људи.

Иво Андрић
Шуцкор (њем. Schutzkorps) је назив институције Аустроугарске војне милиције у њеној провинцији БиХ у периоду Анексионе кризе 1908. године, до коначног распада Аустроугарске 1918. године. Припадници саме институције Шуцкора су називани шуцкори. Један од разлога због чега је Аустроугарска на својој територији провинције БиХ организовала ове специјалне јединице, је био превентива српског народног устанка у провинцији.
Главни разлог у складу са аустроугарском званичном политиком „Продора на исток“ (Drang nach Osten), је био очување анектираних територија на које је Аустроугарска продрла након Берлинског конгреса 1878. године. Ово се посебно односило на период Анексионе кризе када је пријетила опасност да дође до рата са Краљевином Србијом. Сам Шуцкор је организован за заштиту аустроугарске војске, односно за испомоћ тој војсци, која је и поред тога што се налазила на територији Аустроугарске, ипак била окупациона сила на територији на којој јој већински српски народ није био наклоњен.
Период анексије провинције БиХ обиљежен је јаком опресијом Срба и њихових вјерских, националних и културних слобода од стране аустроугарских власти. Након проглашења анексије, у знак подршке Србима, односно у знак протеста поводом озваниченог проширења Аустроугарске на исток, у Београду су организоване велике антиаустријске демонстрације на дан 5. октобар 1908. године. Овај период када се Аустроугарска званично проширује на исток, обиљежен је настанком великог броја српских националних организација и покрета који су тежили националном ослобођењу и уједињењу.

## Специјални одреди аустроугарске војске
Штрајф-корпус, штрајфкори или страфуни (штрафуни) (њем. Streifkorps — гранични покретни добровољачки одреди, гранична пјешадија, патролни корпус) је назив за специјалне одреде аустроугарске војске састављене првенствено од локалног муслиманског становништва, односно добровољаца из састава редовних снага аустроугарске војске. Ове војне одреде је аустроугарска власт организовала 1908. године за борбу против „побуњеника“ и „потенцијалних побуњеника“. Под побуњеницима и потенцијалним побуњеницима се готово искључиво мислило на Србе.

## Историја
Шуцкори су били припадници милиције које су окупационе аустроугарске власти основале у аустроугарску провинцију БиХ, након анексије провинције БиХ 1908. године. Шуцкори, односно аустроугарски милицијски одреди најчешће су били састављени од локалног муслиманског становништва. Шуцкори су постојали од 1908. до 1918. године када се Аустроугарска коначно распала.

### Злочини шуцкора у Првом свјетском рату
Енглески историчар Џон Р. Лампе је злочине над Србима који су чинили шуцкори назвао етничким чишћењем.
Др Јозеф Редлих (тада професор јавног права на Универзитету у Бечу) је у свом дневнику 22. новембра 1914. године написао да се у аустроугарској провинцији БиХ „спроводи систематска политика истребљења православних“.

## Тип локалног становништва у саставу Шуцкора

### Помињање шуцкора у литератури

#### Ћоровићева Црна књига
„Многа уста, и то она што би имала највише да кажу, занемела су заувек.“

Црна књига / Владимир Ћоровић
Један од најпознатијих детаљних описа шуцкора, њихових злочина и свеукупних дешавања везаних за шуцкоре током Првог свјетског рата, је дат у Црној књизи српског историчара Владимира Ћоровића. Сам Владимир Ћоровић (1885—1941), савременик дешавања је као виђенији Србин ухапшен од стране аустроугарских власти одмах након видовданског атентата Гаврила Принципа на Франца Фердинанда 28. јуна 1914. године. Заточеништво је провео у травничком и зеничком затвору све до краја 1917. године, током кога је биљежио исказе других заточеника. Главни дио овога дјела је написао 1918. године, користећи, поред властитог заточеничког искуства, изјаве преживјелих и умрлих свједока, аустроугарску штампу, званичне судске списе аустроугарских власти и друге изворе информација везане за злочине над Србима у аустроугарској провинцији БиХ. Владимир Ћоровић је био и један од оптуженика за „велеиздају“ Аустроугарске на Бањалучком процесу (3. новембар 1915 — 16. март 1916. године). Осуђен је на осам година робије, али му је казна пред крај рата смањена, те је крај рата дочекао на слободи.
У предговору трећег издања (1996) Ћоровићевог дјела, проф. др Војислав Максимовић даје своју дефиницију феномена шуцкора:
| „                                                                       | Први свјетски рат је на нашим просторима избацио још један риједак злочиначки феномен, а то су шуцкори полувојне а према Србима патолошком мржњом надојене злочиначке скупине, регрутоване, са знањем и циљем власти, претежно из муслиманског и хрватског олоша. Оне су вођене освједоченим српским злотвором Адемагом Мешићем из Тешња, каснијим доглавником Анте Павелића. У Ћоровићевој Црној књизи има веома много примјера шуцкорског бестијалног понашања, а на основу свједочења преживјелих и аутентичних докумената, који су писцу већ били доступни. | ” |
| — Пред „Црном књигом“ Владимира Ћоровића — Проф. др Војислав Максимовић | |   |

#### Андрићев роман На Дрини ћуприја
У роману Андрића Иве На Дрини ћуприја, описан је живот народа (Турци и хришћани) градића Вишеграда на обали ријеке Дрине у Подрињу. Живот генерација је описан кроз историју Вишеградског моста од његове изградње до краја 1914. године. Андрић (1892-1975) као савременик и познавалац прилика описује и период пред и током Првог свјетског рата, у коме је чест помен шуцкора. Сам Андрић је Први свјетски рат провео у затвору у Марибору до марта 1915, и у кућном притвору у Зеници од 1915, до краја рата 1918, а по вољи аустроугарских власти под изговором да је противник Аустроугарске. Као савременик је могао да види и упозна шуцкоре на дјелу.
| „ | Већ сутрадан после објаве рата Србији почела је по вароши да крстари чета шуцкора. Та чета, која је, наоружана на брзу руку, требало да помаже властима у гоњењу Срба, била је састављена од Цигана, пијаница и других беспосличара, углавном људи који су одавно у завади са добрим друштвима и у сукобу са законом. Неки Хусо Кокошар, Циганин без части и одређеног занимања, коме је срамна болест још у првој младости изјела нос, предводио је десетину голаћа, наоружаних старинским пушкама система Werndl, са дугачким бајонетима, и водио главну реч у чаршији. | ” |

| „ | На Алихоџином дућану седи неколико угледних варошких Турака, Наилбег Турковић, Османага Шабановић, Суљага Мезилџић. Бледи и забринути са оним тешким и укоченим изразом на лицу који се увек јавља код људи који имају шта да изгубе, кад се нађу пред ненаданим догађајима и крупним променама. И њих су позвале власти да се ставе на чело шуцкора. Сад су се, као случајно састали овде да се на неупадљив начин договоре шта да раде. Једни су за то да се иде, а други су за уздржљивост. Алихоџа, узбуђен, са руменилом на лицу и старим сјајем у очима, одбија одлучно сваку помисао, о ма каквом учешћу у шуцкору. Он се нарочито окомио на Наилбега, који је за то да се прими оружје и да се уместо Цигана они као угледни људи ставе на чело муслиманских добровољачких одреда. | ” |

| „ | Светина навалила као да се халва дели и направила жив круг око вешала. Понајвише војници, али измешани са турском сеоском сиротињом и варошким Циганима. У неко доба начини се пут и однекуд донесоше сто са две столице за официра и његовог писара, а затим шуцкори доведоше прво двојицу сељака а затим једног грађанина. Сељаци су били сеоски кметови из граничних села Поздерчића и Каменице, а грађанин неки Вајо, Личанин, који је давно дошао у касабу, као предузимач, и ту се оженио. Сва тројица су били везани, унезверени и прашни. | ” |

| „ | Да пођем са Наилбегом и са шуцкорима и да погинем са швапском пушком у руци, осрамоћен и овог и оног свијета, или да сједим овако и чекам да Србија заступи и овдје и да дочекам оно од чега смо педесет година бјежали по мухаџирлуку, из мјеста у мјесто? | ” |

| „ | Него батали ти то што си почео; нити иди у шуцкоре нит' наговарај друге. Боље ти је да музеш оно десетак кметова што ти је остало, и док још дају понешто. | ” |

## Галерија
- Аустроугарска војска ликвидира српске дјечаке
- Злочини аустроугарске војске над Србима у Краљевини Србији 1917. године
- Аустроугарска војска ликвидира српске цивиле
- Вјешање Срба у Мачви у јесен 1914. године
- Аустроугарски војници вјешају сељанке у Мачви, август 1914. године
- Аустроугарска војска ликвидира српске жене
- Мапа Европе 1914. године
- Дијаграм европских политичких савеза у периоду који је довео до Првог свјетског рата